# Gertrude Scharff Goldhaber
Gertrude Scharff Goldhaber, née le 14 juillet 1911 à Mannheim et décédée le 2 février 1998 à Patchogue, est une physicienne nucléaire juive américaine d'origine allemande.
Elle a obtenu son doctorat à l'Université de Munich et, bien que sa famille ait souffert pendant l'Holocauste, Gertrude Scharff Goldhaner a pu s'enfuir à Londres, puis aux États-Unis. Ses recherches pendant la Seconde Guerre mondiale ont été classifiées et publiées seulement en 1946. Elle et son mari, Maurice Goldhaber, ont passé la majeure partie de leur carrière d'après-guerre au Laboratoire national de Brookhaven.

## Biographie

### Jeunesse
Gertrude Scharff naît à Mannheim, en Allemagne, le 14 juillet 1911. Elle fréquente l'école publique et c'est là qu'elle développe un intérêt pour les sciences. Inhabituel pour l'époque, ses parents soutiennent cet intérêt, peut-être parce que son père veut devenir chimiste. La jeunesse de la jeune fille est remplie de difficultés. Pendant la Première Guerre mondiale, elle se souvient avoir dû manger du pain composé en partie de sciure de bois et sa famille a souffert de l'hyperinflation de l'Allemagne d'après-guerre, même si cela ne l'empêche pas de fréquenter l'Université de Munich.

### Éducation
À l'Université de Munich, Gertrude Scharff développe rapidement un intérêt pour la physique. Bien que sa famille soutienne son intérêt précoce pour la science, son père l'encourage à étudier le droit à Munich. Pour défendre sa décision d'étudier la physique, elle déclare à son père: "Le droit ne m'intéresse pas. Je veux comprendre de quoi est fait le monde".
Comme c'est l'habitude pour les étudiants de l'époque, Gertrude Scharff passe des semestres dans diverses autres universités, dont l'Université de Fribourg, l'Université de Zurich et l'Université de Berlin (où elle rencontre son futur mari) avant de retourner à l'Université de Munich. De retour à Munich, elle accepte un poste chez Walter Gerlach pour réaliser sa thèse. Dans sa thèse, elle étudie les effets des contraintes sur la magnétisation. Elle obtient son diplôme en 1935 et publie sa thèse en 1936.
Avec l’arrivée au pouvoir du parti nazi en 1933, Gertrude Scharff fait face à des difficultés croissantes en Allemagne en raison de son héritage juif. Pendant ce temps, son père est arrêté et emprisonné, et bien que lui et sa femme aient pu fuir en Suisse après sa libération, ils retournent ensuite en Allemagne et sont assassinés lors de l'Holocauste. La scientifique reste en Allemagne jusqu'à la fin de son doctorat en 1935, date à laquelle elle s'enfuit à Londres.

### Carrière
Pendant les six premiers mois de son séjour à Londres, Gertrude Scharff vit de l'argent qu'elle gagne en vendant son appareil photo Leica, ainsi que de l'argent gagné en traduisant l'allemand vers l'anglais. Elle découvre qu'avoir un doctorat est un inconvénient car il y a plus de places pour les étudiants réfugiés que pour les scientifiques réfugiés. Elle écrit à 35 autres scientifiques réfugiés à la recherche de travail, et tous sauf un lui répondent qu'il y a déjà trop de scientifiques réfugiés qui travaillent déjà,. Seul Maurice Goldhaber répond en lui offrant un espoir, déclarant qu'il pense qu'elle pourrait trouver du travail à Cambridge. Gertrude Scharff trouve du travail dans le laboratoire de George Paget Thomson en travaillant sur la diffraction des électrons. Même si elle a un poste postdoctoral chez Thomson, elle se rend compte qu'on ne lui offrirait pas de véritable poste chez lui et décide donc de chercher un autre travail.
En 1939, elle épouse Maurice Goldhaber. Elle déménage ensuite à Urbana, dans l'Illinois, pour le rejoindre à l'Université de l'Illinois. L'État de l'Illinois a à l'époque des lois anti-népotisme strictes qui empêchent Gertrude Goldhaber d'être embauchée par l'université parce que son mari y occupe déjà un poste. Elle ne reçoit ni salaire ni espace en laboratoire et travaille dans le laboratoire de Maurice comme assistante non rémunérée. Le laboratoire de Maurice étant uniquement destiné à la recherche en physique nucléaire, Gertrude Goldhaber se lance également dans la recherche dans ce domaine. Pendant cette période, Gertrude et Maurice Goldhaber ont deux fils: Alfred et Michael. Goldhaber reçoit finalement un revenu du ministère pour l'aider à soutenir ses recherches.
Elle étudie les sections efficaces des réactions neutron-proton et neutron-noyau en 1941, ainsi que l'émission et l'absorption du rayonnement gamma par les noyaux en 1942. À cette époque, elle observe également que la fission nucléaire spontanée s'accompagne de la libération de neutrons, un résultat qui a été théorisé auparavant mais qui n'a pas encore été démontré. Ses travaux sur la fission nucléaire spontanée sont classifiés pendant la guerre et ne sont publiés qu'après la fin de la guerre en 1946.
Gertrude et Maurice Goldhaber quittent l'Illinois pour Long Island où ils rejoignent le personnel du Laboratoire national de Brookhaven. Au laboratoire, elle fonde une série de conférences mensuelles connues sous le nom de Brookhaven Lecture Series, qui se poursuit toujours,,.

## Récompenses
- 1947: Élue membre de la Société américaine de physique[1]
- 1972: Élue à l'Académie nationale des sciences (troisième femme physicienne à être ainsi honorée)[1]
- 1982: Long Island Achiever's Award in Science[1]
- 1984: Chercheuse invitée de Phi Beta Kappa[1]
- 1990: Prix de femme scientifique exceptionnelle décerné par la section new-yorkaise de l'Association for Women Scientists[1]

## Héritage
En 2001, le Laboratoire national de Brookhaven créé les bourses distinguées Gertrude et Maurice Goldhaber (en) en leur honneur. Ces bourses prestigieuses sont attribuées à des scientifiques en début de carrière dotés d'un talent et de références exceptionnels et qui manifestent un fort désir de recherche indépendante aux frontières de leur domaine.